# Umberto Badii
Umberto Badii (Alvignano, 31 agosto 1926) è un ex calciatore e allenatore di calcio italiano, di ruolo attaccante.

## Carriera
È arrivato al Sorrento dalla Pro Luzzati nella stagione 1947-1948, nella quale ha segnato 5 gol in 28 presenze in Serie C con la squadra campana.
Dal 1948 al 1950 ha fatto parte della rosa del Siracusa, con la cui maglia ha collezionato 39 presenze in Serie B segnando 10 gol.
In seguito ha giocato 117 partite di campionato (con 52 gol segnati) fra Serie C e IV Serie con il Marsala, squadra di cui è il miglior marcatore di sempre.
Ha poi giocato per una stagione in IV Serie nel Trapani, nella quale ha segnato 2 gol in 20 presenze, per ritirarsi nel 1958 dopo aver giocato nei campionati regionali siciliani con il Ribera.

### Allenatore
Ha allenato per una stagione l'Alcamo, con cui ha vinto un campionato siciliano di Seconda Categoria.

## Palmarès

### Allenatore

#### Competizioni regionali
- Seconda Categoria: 1

Alcamo: 1958-1959